# レーチョク
レーチョク（チベット文字：ལེགས་མཆོག; ワイリー方式：legs mchog; 蔵文拼音：Legqog、中国語簡体字：列确、繁体字：列確、英語: Legqog、1944年10月–）は、中華人民共和国のチベット族政治家。20世紀末から21世紀初頭にかけてのチベット自治区人民政府主席。在職は1998年5月より2003年4月。

## 略歴
1944年10月にチベット自治区ギャンツェ（現シガツェ市ギャンツェ県）に生まれる。1972年、中国共産党に入党。1998年にチベット自治区人民政府主席に就任。